# یوگنی سلزنیوف
یِوگِنی سلزنیوف (به اوکراینی: Yevhen Seleznyov) (زاده ۲۰ ژوئیه ۱۹۸۵) بازیکن فوتبال اهل کشور اوکراین است.
وی سابقه ۲۹ بازی ملی برای تیم ملی فوتبال اوکراین در کارنامه دارد، همچنین پست تخصصی او مهاجم است.